# The Raveonettes
The Raveonettes é um duo dinamarquês de indie rock formado por Sune Rose Wagner (guitarra e vocal) e Sharin Foo (baixo e vocal). A sonoridade é caracterizada por harmonias vocais sobrepostas, similar aos Everly Brothers, somadas a doses propositais de ruídos e composições marcadas por um sentimento maníaco-depressivo.

## História
Embora fã de Buddy Holly e Everly Brothers, tem sido a dissonância das bandas Sonic Youth e The Jesus and Mary Chain que levaram Wagner a seguir a música profissionalmente. Depois de alguns anos sem conseguir formar uma banda ele conheceu Sharin, uma estudante de música devocional e Velvet Underground, e encontrou nela a metade ideal para esta formação. Os dois começaram gravando Whip It On, que ainda sendo um EP foi nomeado como o "Melhor Álbum Rock do Ano" em 2002 pelo Danish Music Awards. Nessa época, até pouco antes do lançamento do cd, a banda ainda se chamava The Girl On Death Row. Em 2006, Sharin foi nomeada pela revista Blender como uma das mulheres mais sensuais do rock contemporâneo.
Até pouco antes do lançamento de Lust Lust Lust, a dupla contou com o guitarrista Manoj Ramdas e o baterista Jakob Hoyer. A partir de In And Out Of Control a dupla toma um atitude mais voltada para o Dream Pop, retornando com ruídos em Pe'ahi.

## Discografia

### EPs
- Whip It On (2002)
- Wishing You a Rave Christmas (2008)
- Into The Night (2012)

### Álbuns
- Chain Gang Of Love (2003)
- Pretty In Black (2005)
- Lust Lust Lust (2007)
- In and Out of Control (2009)
- Raven in the Grave (2011)
- The Observator (2012)
- Pe'ahi (2014)
- 2016 Atomized (2017)

### Singles
- That Great Love Sound (2003)
- Love in a Trashcan (2005)
- Dead Sound (2007)
- Heart Of Stone (2009)
- Apparitions (2011)
- She Owns The Streets (2012)
- Killer in the Streets (2014)